# The Velvet Underground
The Velvet Underground var en amerikansk rockgrupp som bildades 1964 i New York, ursprungligen aktiva fram till 1973. Bandet bildades av Lou Reed och John Cale, som båda även kom att bli framgångsrika soloartister. De tog sitt gruppnamn från en bok om sadomasochism skriven av Michael Leigh.
The Velvet Underground var aldrig kommersiellt framgångsrika på sin tid, men anses idag som en av de viktigaste och mest inspirerande musikgrupperna i modern tid. Deras råa sound har bland annat inspirerat punken musikaliskt. Andy Warhol var gruppens manager och de fungerade ursprungligen som husband vid Warhols studio The Factory. Debutalbumet The Velvet Underground and Nico (1967), ett samarbete med den tyska sångerskan Nico, är listat på plats 13 på Rolling Stones The 500 Greatest Albums of All Time och har beskrivits som "det mest profetiska rockalbumet som någonsin gjorts".
I en intervju från 1982 kom Brian Eno med det ofta upprepande påståendet att även om det första Velvet Underground-albumet må ha sålts i endast 30 000 exemplar då det var nytt så har "alla som köpte en av de 30 000 skivorna startat ett band" efteråt. The Velvet Underground valdes in i Rock and Roll Hall of Fame år 1996.

## Historia
Den första uppsättningen av gruppen bestod av Lou Reed (sång och gitarr), Sterling Morrison (gitarr), John Cale (basgitarr), och Angus MacLise (trummor). MacLise lämnade gruppen tidigt då han vägrade spela för betalande publik. Han ersattes av Maureen "Moe" Tucker som därigenom kom att bli en av rockens första kvinnliga batterister.
Det var Lou Reed, sångare och gitarrist, som var den store innovatören i gruppen. De flesta låtarna som gruppen framförde var också skrivna av honom. Med Reeds karakteristiska släpiga sångsätt pratsjöngs ofta låtarna på ett brutalt naturalistiskt sätt. Man varierade sig ibland genom att exempelvis basisten John Cale kunde pratsjunga med sin tonande sydwalesiska dialekt. Texterna handlade ofta om svåra och tabubelagda ämnen som droger, sadomasochism och transvestitism.
Gruppens kanske mest kända album är deras första: The Velvet Underground and Nico, som kom 1967. På framsidan fanns en banan målad av Andy Warhol som också producerade albumet och stödde gruppen finansiellt. Den första pressningen av albumet gavs ut med ett ytterkonvolut där bananen var avtagbar. På skivan fanns en av gruppens mest kända låtar, "Heroin", med. Låtens text väckte stort rabalder på grund av att den uppfattades som ett förskönande av drogen. Låten tog dock även upp det negativa med heroin. 
Nästa album, White Light/White Heat kom 1968 och följde i samma spår men var mörkare och mer utmanande än debuten. Texterna handlade om heroin, våld och sex. Inför gruppens tredje album, The Velvet Underground, slutade John Cale och ersattes av Doug Yule. Detta bidrog till att göra bandets ljudbild lugnare och mer popbetonad än tidigare. Under slutskedet av inspelningarna till bandets fjärde album, Loaded, lämnade även Lou Reed bandet och albumet färdigställdes utan honom.
Efter turnén som följde på Loaded, under vilken Doug Yule tagit över som sångare, lämnade Sterling Morrison bandet för att satsa på en civil karriär. Även Tucker, som varit mammaledig under inspelningarna av albumet men återanslutit sig därefter, slutade nu definitivt. Yule fortsatte dock och spelade in ytterligare ett album under namnet the Velvet Underground, tillsammans med trummisen Ian Paice. Albumet, Squeeze, utkom 1973 och blev av naturliga skäl mycket kontroversiellt bland fansen, många vägrade helt att erkänna det som ett äkta VU-album. 
Gruppen upplöstes därefter men återförenades vid ett par tillfällen under 90-talet. Efter Sterling Morrisons bortgång 1995 har det dock inte funnits några planer på att starta upp gruppen igen. Lou Reed och John Cale har efter Velvet Underground-tiden gått vidare till framgångsrika solokarriärer. Även Moe Tucker har spelat in några soloskivor, men i betydligt mindre skala.

## Diskografi

### Studioalbum
- 1967 – The Velvet Underground and Nico
- 1968 – White Light/White Heat
- 1969 – The Velvet Underground
- 1970 – Loaded
- 1973 – Squeeze

### Livealbum
- 1972 – Live at Max's Kansas City
- 1974 – 1969: The Velvet Underground Live
- 1993 – Live MCMXCIII
- 2001 – Final V.U. 1971–1973
- 2001 – Bootleg Series Volume 1: The Quine Tapes

### Samlingsalbum
- 1970 – Andy Warhol's Velvet Underground Featuring Nico
- 1985 – VU
- 1986 – Another View
- 1989 – The Best of The Velvet Underground: Words and Music of Lou Reed
- 1995 – The Best of Lou Reed & The Velvet Underground
- 2000 – The Best of The Velvet Underground: The Millennium Collection
- 2003 – The Very Best of The Velvet Underground
- 2005 – Gold